# Тагиев, Джавид Габил оглы
Джавид Габил оглы Тагиев (азерб. Tağıyev Cavid Qabil oğlu; 22 июля 1992, Товуз, Азербайджан) — азербайджанский футболист, полузащитник клуба «Туран». Выступал за национальную сборную Азербайджана.

## Биография
Джавид Тагиев начал заниматься футболом в возрасте 7 лет, в родном городе Товузе, в детской футбольной школе ФК «Туран» под руководством тренера Гасана Ахмедова.

### Клубная карьера
Джавид Тагиев является воспитанником товузской школы футбола. Профессиональную карьеру футболиста начал в 2008 году с выступления в Первом Дивизионе чемпионата Азербайджана в составе ФК «Ротефане» (Товуз). В том же году перешёл в другой товузский клуб — «Туран», где выступал до 2012 года.
Летом 2012 года состоялся переход Тагиева в клуб азербайджанской Премьер-лиги «АЗАЛ» из города Баку, с которым футболист подписал двухлетний контракт. В составе «лётчиков» выступает под № 7.
В апреле 2013 года Джавид стал автором самого красивого мяча, забитого в матчах Премьер-Лиги Азербайджана в марте месяце. По итогам голосования, проведённого АФФА, футболист набрал 3602 голоса, что составило 73 % от общего числа респондентов.

### Карьера в сборной
С 5 по 17 октября 2012 года принимал участие в учебно-тренировочных сборах, проведённых олимпийской сборной в испанском городе Марбелья.
Дебют в составе молодёжной сборной состоялся 15 августа 2012 года, в Баку, во время товарищеского матча сборной Азербайджана со сверстниками из Эстонии, в котором хозяева одержали победу со счетом 2:0.

## Достижения
- Чемпион Азербайджана (2): 2014/15, 2016/16